# Liste der Straßen in Oberhausen-Barmingholten
Die Liste der Straßen in Oberhausen-Barmingholten beschreibt das Straßensystem im Oberhausener Stadtteil Barmingholten mit den entsprechenden historischen Bezügen.

## Überblick
In Barmingholten leben 3150 Einwohner (Stand: Ende 2012) auf einer Fläche von 2,15 km². Barmingholten bildet zusammen mit Holten, Schmachtendorf und Walsumermark den Postleitzahlenbezirk 46147.
Der Stadtteil wird – im Norden beginnend – im Uhrzeigersinn folgendermaßen begrenzt: Forststraße, Hühnerheide und Bahnstrecke Oberhausen–Arnhem zu Schmachtendorf, Habichtstraße, Emmericher Straße, Hartfeldstraße, HOAG-Trasse und Emscher zu Holten, Linie etwa parallel zu Graßhof- und Jägerstraße zu Dinslaken.
In Barmingholten gibt es 19 benannte Verkehrsflächen, darunter keinen Platz. Davon befinden sich drei Straßen nur teilweise im Stadtteil:

Die Forststraße und die Rabenstraße werden in Schmachtendorf fortgesetzt, die Emmericher Straße führt nach Holten.
Durch Barmingholten verläuft die Landesstraße 4 auf der Emmericher Straße. Zum Oberhausener Kreisstraßensystem zählen folgende Straßenzüge:
- Kreisstraße 10 auf der Graßhofstraße (weiter in Holten)
- Kreisstraße 16 auf der Forststraße (weiter in Schmachtendorf)

## Übersicht der Straßen und Plätze
Die nachfolgende Tabelle gibt eine Übersicht über die vorhandenen Straßen, Wege und Plätze im Stadtteil sowie einige dazugehörige Informationen.
- Name: aktuelle Bezeichnung der Straße oder des Platzes.
- Länge/Maße in Metern:
- Die in der Übersicht enthaltenen Längenangaben sind gerundete Übersichtswerte, die in Google Earth mit dem dortigen Maßstab ermittelt wurden. Sie dienen Vergleichszwecken und werden, sofern amtliche Werte bekannt sind, ausgetauscht und gesondert gekennzeichnet.
Bei Plätzen sind die Maße in der Form a × b angegeben.
- Der Zusatz im Stadtteil gibt an, dass die Länge die des Straßenabschnitts innerhalb Barmingholtens ist, sofern die Straße in benachbarte Stadtteile weitergeführt wird.
- Der Zusatz ohne Stichstraßen gibt bei verzweigten Straßen die Länge der „Hauptstraße“ an.
- Der Zusatz (alle Straßenabschnitte zusammen) gibt an, dass die Straße so verwinkelt ist, dass keine „Hauptstraße“ besteht. Stattdessen wird die Länge aller Straßenabschnitte zusammengezählt.
- Herleitung: Ursprung oder Bezug des Namens
- Anmerkungen: zusätzliche Informationen
- Bild: Foto der Straße oder eines anliegenden Objekts

| Name                   | Länge/Maße (in Metern)                 | Herleitung                                | Datum der Benennung | Bemerkungen | Bild |
| ---------------------- | -------------------------------------- | ----------------------------------------- | ------------------- | --- | ---- |
| Am Landgraben          | 420 (alle Straßenabschnitte zusammen)  | „Landgraben“, Bachlauf                    |                     | Der Landgraben ist ein kleiner Bach, der das Gelände nordwestlich der Hühnerheide entwässert und in die Schlenke mündet. Seinen Namen hat er von der Landwehr, deren Verlauf er begleitet. Die Straße Am Landgraben ist eine kleine Siedlung an der Graßhofstraße. |      |
| Am Römerwall           | 140                                    | alte Landwehr                             | 1917                | Der gemeinte Wall, die Landwehr, stammt nicht aus der Römerzeit, sondern wurde von Graf Adolf von Kleve um 1400 als Schutz der Siedlungen seiner Grafschaft angelegt. Später war es jedoch weitverbreitete Meinung, dass Anlagen unbekannten Ursprungs wie diese Landwehr nur durch die Römer errichtet sein konnten. So kam es zum Straßennamen der kleinen Verbindung zwischen Graßhof- und Emmericher Straße im Nordwesten Barmingholtens. Bis 1917 hieß die Straße Blumenstraße. |      |
| An der Schlenke        | 480 ohne Stichstraßen: 230             | „Schlenke“, Bachlauf                      | 1917                | Die Schlenke kommt aus der Hühnerheide und mündet bei Barmingholten in die Emscher. Der Name kommt von urindogermanisch „slenk“ und bezeichnet einen Bach, der sich durch das Gelände windet. Die Straße An der Schlenke verbindet Graßhof- und Emmericher Straße. Bis 1917 hieß sie Seilerweg. |      |
| Barmingholtener Straße | 700 ohne Stichstraßen: 450             | nach Barmingholten selbst benannt         | 1917                | Die Barmingholtener Straße liegt zentral im Stadtteil und verbindet Graßhofstraße und Tackstraße bogenförmig. Bis 1917 hieß sie Hirtenstraße. |      |
| Bilsestraße            | 100                                    | Bilsenkraut, Pflanzengattung              | 1937                | Die Bilsestraße bildet eine kleine Stichstraße zur Graßhofstraße im äußersten Nordwesten Barmingholtens. Bis 1937 hieß sie Schlosserstraße, zuvor bereits Bilsestraße. Wahrscheinlich wuchsen hier früher Bilsenkräuter. |      |
| Brusbachstraße         | 1500 (alle Straßenabschnitte zusammen) | Brusbach, Bachlauf                        | 1934                | Der Brusbach (auch „Nassenkampgraben“) kommt aus Schmachtendorf, wo er „Tüsselbeck“ heißt und fließt weiter nach Wehofen. Der Name stammt von „Bruchbach“ ab und meint ein Gewässer, das sumpfiges Gelände durchfließt. Die Brusbachstraße verläuft nördlich des Bachs zwischen Emmericher und Graßhofstraße durch Felder. Ein südliches Teilstück zur Graßhofstraße liegt direkt am Bachlauf. Ursprünglich hieß die Straße Ackerstraße. |      |
| Dännenkamp             | 500                                    | Gebiet mit Tannen                         |                     | Der Name weist, auch wenn „Dännenkamp“ „Tannenfeld“ bedeutet, auf den Kiefernbestand der Hühnerheide nördlich der Bahnstrecke hin. Der Dännenkamp liegt genau entlang der Bahnstrecke als Siedlung hinter der Emmericher Straße. |      |
| Dellerheide            | 750 (alle Straßenabschnitte zusammen)  | „Dellerheide“, Heidegebiet                |                     | Der Name der Dellerheide stammt von einer Delle, einer Vertiefung im Gelände. Die Siedlung, die hier und entlang der Grenzwehr steht, wurde zwischen 1950 und 1958 erbaut und bis 1977 erweitert, zu großen Teilen durch die Gemeinnützige Wohnungsbaugenossenschaft Sterkrade. |      |
| Emmericher Straße      | 1800 im Stadtteil                      | Emmerich, Stadt im Niederrhein            | 1929                | Die Emmericher Straße ist die Hauptausfallstraße in Richtung Nordwesten, in Richtung Niederrhein. Sie beginnt am Holtener Bahnhof, durchquert Barmingholten und wird in Dinslaken als Sterkrader Straße fortgeführt. Bis 1929 hieß sie Eltenstraße, zuvor bis 1917 Hiesfelder Straße. |      |
| Forststraße            | 500 im Stadtteil                       | verläuft durch das Waldgebiet Hühnerheide | 1905                | Diese Straße führt durch die Hühnerheide und war ursprünglich nur ein schlechter, morastiger und sandiger Fahrweg, der insbesondere im Bereich der Bachaue des Tüsselbecks oft kaum zu passieren war. Als Hiesfeld 1905 zur Bürgermeisterei erhoben wurde, baute die Gemeinde eine Verbindung zwischen Barmingholten, Waldhuck und Schmachtendorf, die Forststraße. |      |
| Graßhofstraße          | 1700                                   | Graßhof, altes Bauerngut                  |                     | Die Graßhofstraße bildet die westliche Achse Barmingholtens, sie kommt als Verlängerung der Drostenkampstraße aus Holten und endet an der Emmericher Straße. Benannt ist sie nach dem schon vor 1400 als „dye hove tor grashove“ erwähnten Graßhof, der am Nassenkampgraben kurz vor der Mündung in die Emscher lag. |      |
| Grenzwehr              | 240                                    | alte Landwehr                             |                     | Die Straße ist nach der alten Landwehr benannt, die von Graf Adolf von Kleve angelegt wurde. Sie bildet eine Verbindung zwischen Forststraße und Dellerheide in der Siedlung Dellerheide, die zwischen 1950 und 1958 erbaut und bis 1977 erweitert wurde. |      |
| Holtstegstraße         | 1220 ohne Stichstraßen: 850            | Steg, der durchs Gehölz führt             | 1917                | Die Holtstegstraße ist nach dem „Holtsteg“, der im Gehölz den Nassenkampgraben überquerte, benannt. Auch eine alte Kate, deren Besitzer schon in einer Urkunde vom 11. Juni 1376 genannt wird, trägt ihren Namen nach dem Steg. Die Holtstegstraße führt von der Emmericher Straße westwärts bis hinter die Graßhofstraße nach Dinslaken, wo sie als Turmstraße weitergeführt wird. Diesen Namen trug sie bis 1917 auch in Barmingholten. |      |
| Rabenstraße            | 150 im Stadtteil                       | Raben und Krähen, Vogelgattung            |                     | Die Rabenstraße führt von der Emmericher Straße nordwärts durch die Hühnerheide. |      |
| Scheiferskamp          | 800 ohne Stichstraßen: 550             | „Scheifferskate“, altes Bauerngut         |                     | Der Name der Scheifferskate, die um 1620 in den Rechnungen der Evangelischen Kirchengemeinde Hiesfeld genannt wird, leitet sich vom niederdeutschen Wort „Schiefer“ für „Schäfer“ ab. Der Scheiferskamp, der auf den Feldern des Bauernhofs angelegt wurde, ist eine Siedlung nördlich der Holtstegstraße. |      |
| Scheiferstraße         | 110                                    | „Scheifferskate“, altes Bauerngut         |                     | Die Scheiferstraße führt als Stichstraße zur Emmericher Straße zur alten Scheifferskate, dem heutigen Hof von Ewald Köster. |      |
| Tackstraße             | 450                                    | „Tackenhof“, altes Bauerngut              | 1917                | Die beiden Höfe Tacken wurden schon vor 1400 in den Mastregistern der Walsumer Mark erwähnt. Der Hof „Tacken Jann“ lag an der Emmericher Straße an der Stadtgrenze zu Dinslaken, der Hof „Tacken Hendrich“ im Sumpfgebiet vor der heutigen Emscher. Die Tackstraße, die Graßhof- und Emmericher Straße verbindet, ist 1937 nach diesen Höfen benannt worden. Zuvor hieß sie Waldstraße. Trivia: In Dinslaken-Barmingholten gibt es nahe der Stadtgrenze zu Oberhausen-Barmingholten eine Tackenstraße, die aus demselben Grund so heißt.                                                   |      |
| Tellmannstraße         | 90                                     | „Tellmannshof“, altes Bauerngut           | 1917                | Seit dem Mittelalter lag an der Graßhofstraße der Hof „am Bonn“, der nach einem Quellhorizont („Born“) an der Terrassenkante benannt war. Die Aufsitzer des Hofes wurden später „Bornemann“ und so der Hof „Bornemannshof“ genannt. Dieser Name hielt sich lange Zeit. Erst 1846 heiratete ein Stoefken in den Hof ein, dessen Tochter dann 1869 einen Tellmann heiratete. Nach dem letzten Tellmann, der 1962 den Hof an die Emschergenossenschaft veräußerte, ist die kleine Stichstraße zu An der Schlenke benannt. Bis 1937 hieß die Straße Weberstraße, zuvor bis 1917 Hermannstraße. |      |
| Vogelsangweg           | 240                                    | „Vogelsangs Hof“, altes Bauerngut         |                     | Westlich der Graßhofstraße lag um 1736 ein Hof namens „Vogelsangs Hof“, dessen Name nichts mit Vogelgesang zu tun hat, sondern von „sengen“ kommt und eine Brandrodung zur Anlage von Vogelherden meint. Der Vogelsangweg ist eine Siedlung zwischen Tack- und Barmingholtener Straße, die Geotherm-Solarhäuser enthält. |      |

## Liste nicht mehr vorhandener Straßen in Barmingholten
| Name              | von  | bis  | umbenannt in (aktuell)   | Herleitung                         | Bemerkungen                                                                                         |
| ----------------- | ---- | ---- | ------------------------ | ---------------------------------- | --------------------------------------------------------------------------------------------------- |
| Ackerstraße       |      | 1917 | → Brusbachstraße         |                                    | |
| Bilsestraße       |      | 1917 | → Bilsestraße            | Hier wuchsen früher Bilsenkräuter. | Nach 1917 hieß die Straße zunächst Schlosserstraße, bevor sie 1937 ihren alten Namen zurückerhielt. |
| Blumenstraße      |      | 1917 | → Am Römerwall           |                                    | |
| Eltenstraße       | 1917 | 1929 | → Emmericher Straße      | Elten, Stadtteil von Emmerich      | Vor 1917 hieß die Straße Hiesfelder Straße.                                                         |
| Hiesfelder Straße |      | 1917 | → Emmericher Straße      | Hiesfeld, Stadtteil von Dinslaken  | Nach 1917 hieß die Straße zunächst bis 1929 Eltenstraße.                                            |
| Hirtenstraße      |      | 1917 | → Barmingholtener Straße |                                    | |
| Schlosserstraße   | 1917 | 1937 | → Bilsestraße            |                                    | Vor 1917 hieß die Straße bereits einmal Bilsestraße.                                                |
| Seilerweg         |      | 1917 | → An der Schlenke        |                                    | |
| Turmstraße        |      | 1917 | → Holtstegstraße         |                                    | |
| Waldstraße        |      | 1937 | → Tackstraße             |                                    | |
| Weberstraße       | 1917 | 1937 | → Tellmannstraße         |                                    | Vor 1917 hieß die Straße Hermannstraße.                                                             |